# S. David Griggs
Stanley David Griggs dit Dave Griggs était un astronaute américain né le 7 septembre 1939 et mort le 17 juin 1989.

## Vols réalisés
Stanley Griggs réalise un unique vol en tant que spécialiste de mission, le 12 avril 1985, pour la mission Discovery STS-51-D.
Quand il est mort dans un accident d'avion (à bord d'une réplique d'un avion de la Seconde Guerre mondiale), il était affecté comme pilote du vol STS-33.